# Justo Egozcue
Justo Egozcue y Cía (Pamplona, 1833-Madrid, 1900) fue un geólogo, ingeniero de minas y académico español.

## Biografía
Nació en Pamplona el 28 de marzo de 1833. Tras estudiar Ingeniería de minas en la Escuela de Minas de Madrid, carrera que comenzó en 1854, pasó a trabajar en las minas de Almadén, además de en Córdoba y Málaga. Posteriormente volvió hacia 1866 a Madrid a ejercer como docente.
En 1868 publicó Tratado de paleontología y en 1876, con el objetivo de estudiar los yacimientos de fosfatos de Extremadura, publicó Memoria geo-minera de la provincia de Cáceres, junto a Lucas Mallada, discípulo suyo. Hacia 1879 entró en la Comisión del Mapa Geológico, que dirigió a partir de 1895. El 14 de mayo de 1893 tomó posesión de su cargo de académico de número de la Real Academia de Ciencias Exactas, Físicas y Naturales, en sustitución de Ángel Guirao Navarro, con la medalla 23. De 1895 hasta 1900 fue director del Instituto Geológico y Minero de España. Falleció en Madrid el 24 de marzo de 1900.